# Leo Dove
Leo Dove (ur. 24 sierpnia 1903 w Burnley, zm. 14 grudnia 1986 w Murwillumbah) – australijski strzelec, olimpijczyk. Ojciec Russella, również strzelca.
Zaczął uprawiać strzelectwo w 1928 roku. Był osobą odpowiedzialną za sformowanie reprezentacji Australii w strzelectwie na igrzyska olimpijskie w 1948 roku. Sam też w nich wystartował, gdzie zajął 55. miejsce w karabinie małokalibrowym leżąc z 50 metrów (startowało 71 zawodników). W 1951 roku zwyciężył w mistrzostwach Wspólnoty Narodów w Perth. 
Z zawodu był fryzjerem. Pracował w Murwillumbah, gdzie zmarł w 1986 roku.

## Wyniki olimpijskie
| Igrzyska | Konkurencja                       | Wynik                        | Miejsce | Źródło |
| -------- | --------------------------------- | ---------------------------- | ------- | ------ |
| IO 1948  | Karabin małokalibrowy leżąc, 50 m | 578 pkt. (98-99-94-95-95-97) | 55      | [ 1 ]  |